# Aralia californica
Aralia californica là một loài thực vật có hoa trong Họ Cuồng. Loài này được S.Watson mô tả khoa học đầu tiên năm 1876.